# ヒッポカンプ (衛星)
ヒッポカンプ（英語: Hippocamp、Neptune XIV) は、海王星の第14衛星である。

## 発見
ヒッポカンプはSETIのMark R. Showalterらによって2013年7月1日に発見された、累計で14個目の海王星の衛星である。Showalter らはハッブル宇宙望遠鏡によって2004年から2009年に撮影された150枚の写真を分析して、海王星の環の構造の一つであるアダムズ環のリングアークの調査を行っていた。この際、ふと思いついて調査範囲を環の半径よりも外側に拡大してみたところ、この新しい衛星が写っているのが発見された。発見は同年7月15日に公表され、S/2004 N 1 という仮符号が与えられた。この衛星は2004年のハッブル宇宙望遠鏡の観測データにまでさかのぼって写っていることが確認された。発見が2013年であるにも関わらず仮符号の年数が2004になっているのはこのためである。
ボイジャー2号が1989年に海王星をフライバイして接近観測を行った際には複数の衛星が発見されたが、あまりにも暗い天体であるため検出されなかった。ヒッポカンプの発見に用いられたハッブル宇宙望遠鏡の画像は長い間にわたって公開されていたため、誰にでも発見できた可能性はあると Showalter は述べている。なお、海王星に衛星が発見されるのは2003年のネソ以来である。

## 名称
ヒッポカンプには2018年9月25日に Neptune XIV という確定番号が与えられたが、その際は固有の名称は与えられなかった。その後2019年2月20日になって、ギリシア神話における半馬半魚の海馬であるヒッポカムポスにちなんでヒッポカンプ（Hippocamp）と命名された。「ヒッポカンプ」と命名された理由としては、発見者のShawalterの趣味がダイビングであり、特にタツノオトシゴ（学名 Hippocampus は、ヒッポカムポスに由来する）が好きだったからだという。
海王星の衛星はギリシア神話における海の神であるポセイドンやローマ神話における海の神であるネプトゥーヌスに関連する名前から命名されており、発見チームもこれに基づいて国際天文学連合に名称の候補を提案することを検討していた。このうち、ギリシア神話におけるポセイドンとトオーサの息子でサイクロプスの一人であるポリュペーモスが発見チームによって候補として考慮されていることが報道されていた。

## 物理的性質
ヒッポカンプは他の海王星の内衛星と同じく、非常に暗い表面を持っていると推定されている。内衛星の幾何アルベドは0.07〜0.10の範囲である。このアルベドと、ヒッポカンプの見かけの等級が26.5であることから、直径は最大でも 19 km、もしくは 16〜20 km であると推定され、これは現在知られている海王星の衛星の中では最も小さい。26.5等級は、肉眼で見える明るさの下限の1億分の1以下である。
ハッブル宇宙望遠鏡による2004年から2016年までの海王星の衛星の観測データからは、他の海王星の衛星の幾何アルベドと同じ 0.09 という値を仮定すると、平均半径は 17.4 ± 2.0 km と推定されている。

## 軌道

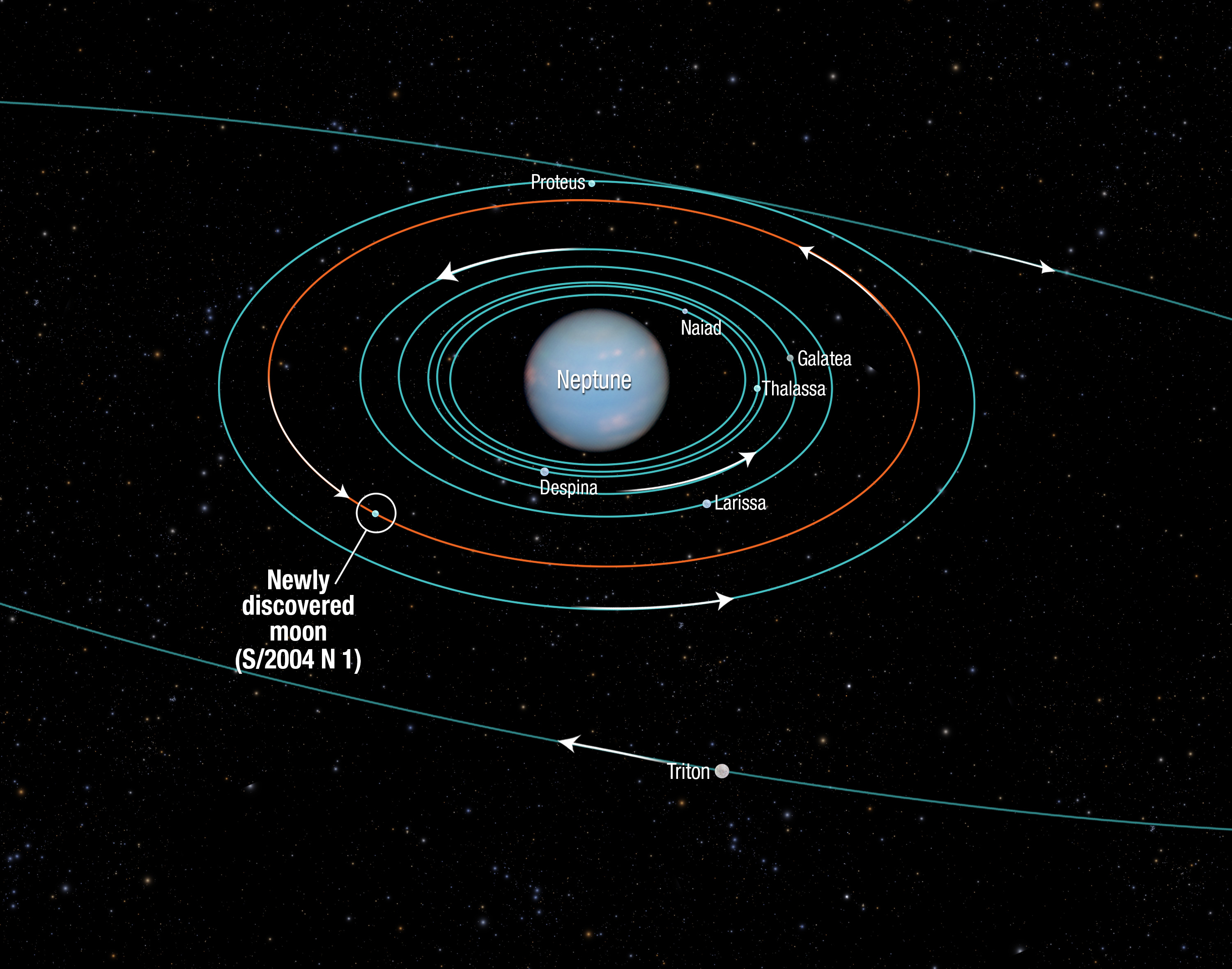
ヒッポカンプを含む海王星の衛星の軌道。

ヒッポカンプは海王星の周りを22時間28分6秒（0.9362日）かけて順行軌道で公転している。軌道長半径は 105,283 km でラリッサとプロテウスの間を公転しており、海王星の規則衛星の中では外側から2番目である。海王星の外側の規則衛星は海王星から離れるにしたがって直径が大きくなる傾向があるが、ヒッポカンプは比較的外側にあるにも関わらずサイズが小さく、この傾向に反している。
ラリッサとヒッポカンプの軌道周期の比は、3:5 の軌道共鳴のおよそ 1% 以内にあり、またプロテウスとは 5:6 の共鳴の 0.1% 以内にある。ラリッサとプロテウスは数億年前に 1:2 の平均運動共鳴を起こしていたと考えられている。ヒッポカンプとプロテウスは海王星の同期軌道より外側にあるため、地球の月と同様に潮汐力によって外側に移動する一方、ラリッサは同期軌道の内側にいるため潮汐力で減速され内側へ移動する。そのため軌道は逆方向に進化し現在の配置になっていると考えられる。

## 起源
トリトンより内側の軌道を公転する小さな衛星は、海王星の誕生と共に形成されたものではなく、トリトンが海王星に捕獲された前後に発生した天体衝突により生じた破片が元になっているのではないかと推定されている。トリトンが捕獲された際に元々海王星の周囲にあった衛星の軌道は大きく乱されて衝突と破壊を起こし、その破片が再び集積して第二世代の衛星が形成されたと考えられる。ヒッポカンプもこのうちの一つである可能性が指摘されていたが、プロテウスの軌道に近すぎることから疑問視する意見もあった。
ヒッポカンプのすぐ内側を公転するプロテウスにはファロスクレーターと呼ばれるクレーターが存在し、このクレーターは衛星の大きさを考えると異様に大きなサイズである。そのためプロテウスは破壊される寸前になるほどの大規模な衝突を経験したと考えられる。発見者の Showalter らは、ファロスクレーターを形成した衝突によってプロテウスから大量の破片がばらまかれ、その一部がプロテウスの軌道の内側の安定な軌道に入り、集積してヒッポカンプが形成されたという仮説を提唱している。ファロスクレーターの大きさに基づくと、ヒッポカンプの体積は衝突によってプロテウスから失われたであろう体積の 2% に過ぎない。この仮説が正しい場合、ヒッポカンプは第二世代の衛星であるプロテウスからの破片で形成された、第三世代の衛星と言える。